# Dominic Napolitano
Pour les articles homonymes, voir Napolitano.
Dominic « Sonny Black » Napolitano, né le 16 juin 1930 à Greenpoint, Brooklyn, New York, et mort le 17 août 1981 , à Flatlands, Brooklyn (NY), aussi connu sous le surnom de « Mr Blackstein », est un mafieux américain.

## Biographie
Après l'assassinat d'Alphonse Indelicato, il devient caporegime au sein de la famille Bonanno. Il est d'abord connu pour avoir autorisé un agent du FBI sous couverture, Joseph Pistone (« Donnie Brasco »),, à devenir un associé de la famille, puis à en devenir presque un membre à part entière.
Il est abattu à l'issue d'un face-à-face, sorte de procès au sein de la mafia. Napolitano fut poussé dans un escalier avant d'être mortellement atteint par des tirs provenant des revolvers de calibre 38 de Filocom et Frank Lino. Lorsque le premier tir échoua, Napolitano aurait déclaré : « hit me one more time and make it good » (« Tirez-moi dessus une fois de plus et assurez-vous de réussir »).
Le 12 août 1982, sur les rives de Staten Island, son cadavre est retrouvé les mains coupées, ce qui signifie qu'il a travaillé main dans la main avec l'ennemi.
Le FBI a identifié le corps grâce à son empreinte dentaire. Il est abattu par le parrain de la famille Rizzuto, un clan sicilien de Montréal en lien avec le clan Bonnano. Vingt ans plus tard, le parrain Vito Rizzuto est reconnu coupable de complicité de meurtre dans l’affaire Sonny Black. Il purgera seulement 10 ans dans un pénitencier du Colorado et rentrera au Canada afin d’exercer une vendetta en lien avec une trahison au sein de sa propre famille.

## Postérité
Son parcours est relaté dans le film Donnie Brasco sorti en 1997. Michael Madsen interprète son personnage, il ne meurt cependant pas dans le film.